# Heteroclinus whiteleggii
Heteroclinus whiteleggii är en fiskart som först beskrevs av Ogilby, 1894.  Heteroclinus whiteleggii ingår i släktet Heteroclinus och familjen Clinidae. IUCN kategoriserar arten globalt som livskraftig. Inga underarter finns listade i Catalogue of Life.